# 妙徳寺 (水戸市)
妙徳寺（みょうとくじ）は、茨城県水戸市加倉井町にある日蓮宗宗門史跡の寺院。山号は隠井山高在院。旧本山は大本山法華経寺、池上・土富店法縁。水戸市における日蓮宗の最古級の寺。

## 歴史
永仁元年（1293年）加倉井の領主、波木井実氏（南部実氏）が母の妙徳尼の菩提のために立正大師日蓮の弟子で中老僧の日高（大田乗明の子）を開山に建立した。応永12年（1405年）兵火により焼失したが、応永15年（1408年）現在地に移転し再建された。

## 参考資料
- 日蓮宗寺院大鑑編集委員会『宗祖第七百遠忌記念出版 日蓮宗寺院大鑑』大本山池上本門寺 (1981年)